# Первый кабинет Ингмана
Первый кабинет Ингмана — третье правительство Финляндии после провозглашения её независимости, которое функционировало под председательством Лаури Ингмана.
Кабинет Ингмана находился у власти с 27 ноября 1918 года по 17 апреля 1919, в процессе преобразования государственного устройства Финляндии в республиканскую форму правления. Был первым правительством страны, называвшимся термином «правительство», два предыдущих правительства (Сенат Свинхувуда и Сенат Паасикиви) именовались «Сенатами».
| Министры                                                 | Период пребывания в должности   | Партийная принадлежность     |
| -------------------------------------------------------- | ------------------------------- | ---------------------------- |
| Премьер-министр Ингман, Лаури                            | 27 ноября 1918 — 17 апреля 1919 | партия Национальной коалиции |
| Министр иностранных дел Энкель, Карл Йохан               | 27 ноября 1918 — 17 апреля 1919 | Независимый                  |
| Заместитель министра иностранных дел Эрнхрут, Лео        | 27 ноября 1918 — 17 апреля 1919 | Шведская народная партия     |
| Министр юстиции Сёдерхольм, Карл                         | 27 ноября 1918 — 17 апреля 1919 | Шведская народная партия     |
| Военный министр Вальден, Рудольф                         | 27 ноября 1918 — 17 апреля 1919 | Независимый                  |
| Министр внутренних дел Туленхеймо, Антти                 | 27 ноября 1918 — 17 апреля 1919 | партия Национальной коалиции |
| Министр финансов Кастрен, Каарло                         | 27 ноября 1918 — 17 апреля 1919 | партия Национальной коалиции |
| Заместитель министра финансов Веннола, Юхо               | 27 ноября 1918 — 17 апреля 1919 | партия Национальной коалиции |
| Министр образования и вероисповеданий Сойнинен, Микаэль  | 27 ноября 1918 — 17 апреля 1919 | Младофинская партия          |
| Министр сельского хозяйства Брандер, Ууно                | 27 ноября 1918 — 17 апреля 1919 | Финляндский центр            |
| Министр транспорта и общественных работ Вуолле, Бернхард | 27 ноября 1918 — 17 апреля 1919 | партия Национальной коалиции |
| Министр торговли и промышленности Стьёрнвалл, Юлиус      | 27 ноября 1918 — 17 апреля 1919 | Шведская народная партия     |
| Министр социальной защиты Эркко, Ээро                    | 27 ноября 1918 — 17 апреля 1919 | партия Национальной коалиции |
| Министр продовольственного снабжения Коллан, Микко       | 27 ноября 1918 — 17 апреля 1919 | партия Национальной коалиции |